# Jacob Georg Schäffer
Jacob Georg Schäffer (* 28. Juni 1745 in Ottenhausen; † 1. September 1814 in Sulz am Neckar) war Oberamtmann in Sulz am Neckar, wurde bekannt als erster moderner Kriminalist in Württemberg und fing berüchtigte Räuber, wie den Konstanzer Hans und Hannikel.
Schäffer verstand Verbrechen als soziales Unglück. Diese Erkenntnis gewann Schäffer aus den Lebensgeschichten von Hunderten von ihm festgesetzten und angeklagten „Jauner“. Gewissenhaft ging er deren Leben bis in die früheste Jugend nach und versuchte bei der Beurteilung und Bemessung der Schuld des Angeklagten die Umstände von Geburt und Erziehung, die Fehler der Gesellschaft und die sozialen Missstände der Zeit zu berücksichtigen, welche die Entwicklung des Menschen zum Verbrecher mitverschulden würden.
Als Oberamtmann berichtete er der württembergischen Regierung über soziale Schäden. Es gelang ihm dabei, eine landesherrliche Entschließung herbeizuführen, mit welcher der Teufelskreis unterbrochen werden konnte. Die Kinder der verurteilten Jauner sollten ab acht Jahren in das Waisenhaus in Ludwigsburg aufgenommen und erzogen, die jüngeren Kinder auf Kosten des Staates in Sulz bei rechtschaffenen Bürgern in Kost und Pflege gegeben werden.